# Memecylon myrtiforme
Memecylon myrtiforme är en tvåhjärtbladig växtart som beskrevs av Charles Victor Naudin. Memecylon myrtiforme ingår i släktet Memecylon och familjen Melastomataceae. Inga underarter finns listade i Catalogue of Life.